# Mala Gostilja
Mala Gostilja (cyr. Мала Гостиља) – wieś w Bośni i Hercegowinie, w Republice Serbskiej, w gminie Višegrad. W 2013 roku liczyła 1 mieszkańca.